# Halobrecta algophila
Halobrecta algophila is een keversoort uit de familie van de kortschildkevers (Staphylinidae). De wetenschappelijke naam van de soort is voor het eerst geldig gepubliceerd in 1909 door Fenyes.

## Verspreiding
Het wordt gevonden in Australië, Europa en Noord-Azië (met uitzondering van China), Noord-Amerika, Zuid-Amerika en Nieuw-Zeeland.